# Esmir Bajraktarević
Esmir Bajraktarević (in bosniaco Есмир Бајрактареви; [ěsmir bajraktâːreʋitɕ]; Appleton, 10 marzo 2005) è un calciatore bosniaco con cittadinanza statunitense, attaccante del PSV e della nazionale bosniaca.

## Biografia
Ha origini bosniache.

## Caratteristiche tecniche
È un'ala destra.

## Carriera

### Club
Terminato il percorso universitario, nel 2021 Bajraktarević è stato acquistato dal N.E. Revolution che lo ha assegnato alla seconda squadra. Ha debuttato il 9 settembre nell'incontro di USL League One pareggiato 1-1 contro il S.G. Tormenta e tre giorni più tardi ha segnato il suo primo gol contro il Carolina RailHawks. Il 19 novembre ha firmato un contratto professionistico con la seconda squadra.
Il 23 maggio 2022 ha firmato fino al 2025 con la prima squadra e tre giorni dopo ha debuttato nell'incontro di Lamar Hunt U.S. Open Cup perso 1-0 contro il New York City. Il 18 agosto ha esordito anche in MLS contro il Toronto FC. Ha segnato il suo primo gol l'8 agosto 2023 nell'incontro di Leagues Cup perso ai rigori contro il Querétaro.
Il 2 gennaio 2025 viene acquistato a titolo definitivo dal PSV.

### Nazionale
Nel 2022 ha debuttato con la nazionale statunitense Under-17. L'8 ottobre 2023 ha ricevuto la prima convocazione con la nazionale olimpica per disputare due incontri con Messico e Giappone.
Ad inizio 2024 ha ricevuto la prima convocazione con la nazionale maggiore ed il 20 gennaio ha debuttato sostituendo Bernard Kamungo al 61' dell'amichevole persa 1-0 contro la Slovenia.
Successivamente ha optato per rappresentare la Bosnia ed Erzegovina, nazionale delle sue origini, da cui è stato chiamato per la prima volta nell'agosto 2024. Ha esordito il 7 settembre 2024 nella partita contro i Paesi Bassi valida per l'UEFA Nations League (persa 5-2), fornendo anche un assist. Il 14 ottobre seguente è partito per la prima volta da titolare nella sfida persa in casa in UEFA Nations League contro l'Ungheria (0-2).

## Statistiche

### Presenze e reti nei club
Statistiche aggiornate al 1º febbraio 2025.
| Stagione                  | Squadra                   | Campionato                | Campionato | Campionato | Coppe nazionali | Coppe nazionali | Coppe nazionali | Coppe continentali | Coppe continentali | Coppe continentali | Altre coppe | Altre coppe | Altre coppe | Totale | Totale | Totale |
| Stagione                  | Squadra                   | Comp                      | Pres       | Reti       | Comp            | Pres            | Reti            | Comp               | Pres               | Reti               | Comp        | Pres        | Reti        | Pres   | Reti   |        |
| ------------------------- | ------------------------- | ------------------------- | ---------- | ---------- | --------------- | --------------- | --------------- | ------------------ | ------------------ | ------------------ | ----------- | ----------- | ----------- | ------ | ------ | ------ |
| 2021                      | N.E. Revolution II        | USL1                      | 11         | 1          | -               | -               | -               | -                  | -                  | -                  | -           | -           | -           | 11     | 1      |        |
| 2022                      | N.E. Revolution II        | MNP                       | 17         | 0          | -               | -               | -               | -                  | -                  | -                  | -           | -           | -           | 17     | 0      |        |
| 2023                      | N.E. Revolution II        | MNP                       | 8+1        | 6+2        | -               | -               | -               | -                  | -                  | -                  | -           | -           | -           | 9      | 8      |        |
| Totale N.E. Revolution II | Totale N.E. Revolution II | Totale N.E. Revolution II | 36+1       | 7+2        |                 | -               | -               |                    | -                  | -                  |             | -           | -           | 37     | 9      |        |
| 2022                      | N.E. Revolution           | MLS                       | 3          | 0          | USOC            | 1               | 0               | -                  | -                  | -                  | -           | -           | -           | 4      | 0      |        |
| 2023                      | N.E. Revolution           | MLS                       | 13         | 0          | USOC            | 2               | 0               | -                  | -                  | -                  | LC          | 1           | 1           | 16     | 1      |        |
| 2024                      | N.E. Revolution           | MLS                       | 29         | 3          | USOC            | 0               | 0               | CCC                | 6                  | 1                  | LC          | 2           | 0           | 37     | 4      |        |
| Totale N.E. Revolution    | Totale N.E. Revolution    | Totale N.E. Revolution    | 45         | 3          |                 | 3               | 0               |                    | 6                  | 1                  |             | 3           | 1           | 57     | 5      |        |
| gen.-giu. 2025            | Jong PSV                  | ED                        | 2          | 0          | -               | -               | -               | -                  | -                  | -                  | -           | -           | -           | 2      | 0      |        |
| gen.-giu. 2025            | PSV                       | E                         | 3          | 0          | CO              | 0               | 0               | UCL                | 0                  | 0                  | SO          | -           | -           | 3      | 0      |        |
| Totale carriera           | Totale carriera           | Totale carriera           | 87         | 12         |                 | 3               | 0               |                    | 6                  | 1                  |             | 3           | 1           | 99     | 14     |        |

### Cronologia presenze e reti in nazionale

#### Bosnia ed Erzegovina
| Cronologia completa delle presenze e delle reti in nazionale ― Bosnia ed Erzegovina | Cronologia completa delle presenze e delle reti in nazionale ― Bosnia ed Erzegovina | Cronologia completa delle presenze e delle reti in nazionale ― Bosnia ed Erzegovina | Cronologia completa delle presenze e delle reti in nazionale ― Bosnia ed Erzegovina | Cronologia completa delle presenze e delle reti in nazionale ― Bosnia ed Erzegovina | Cronologia completa delle presenze e delle reti in nazionale ― Bosnia ed Erzegovina | Cronologia completa delle presenze e delle reti in nazionale ― Bosnia ed Erzegovina | Cronologia completa delle presenze e delle reti in nazionale ― Bosnia ed Erzegovina |
| Data                                                                                | Città                                                                               | In casa                                                                             | Risultato                                                                           | Ospiti                                                                              | Competizione                                                                        | Reti                                                                                | Note                                                                                |
| ----------------------------------------------------------------------------------- | ----------------------------------------------------------------------------------- | ----------------------------------------------------------------------------------- | ----------------------------------------------------------------------------------- | ----------------------------------------------------------------------------------- | ----------------------------------------------------------------------------------- | ----------------------------------------------------------------------------------- | ----------------------------------------------------------------------------------- |
| 7-9-2024                                                                            | Eindhoven                                                                           | Paesi Bassi                                                                         | 5 – 2                                                                               | Bosnia ed Erzegovina                                                                | UEFA Nations League 2024-2025 - 1º turno                                            | -                                                                                   | 68’                                                                                 |
| 10-9-2024                                                                           | Budapest                                                                            | Ungheria                                                                            | 0 – 0                                                                               | Bosnia ed Erzegovina                                                                | UEFA Nations League 2024-2025 - 1º turno                                            | -                                                                                   | 77’                                                                                 |
| 11-10-2024                                                                          | Zenica                                                                              | Bosnia ed Erzegovina                                                                | 1 – 2                                                                               | Germania                                                                            | UEFA Nations League 2024-2025 - 1º turno                                            | -                                                                                   | 84’                                                                                 |
| 14-10-2024                                                                          | Zenica                                                                              | Bosnia ed Erzegovina                                                                | 0 – 2                                                                               | Ungheria                                                                            | UEFA Nations League 2024-2025 - 1º turno                                            | -                                                                                   |                                                                                     |
| 16-11-2024                                                                          | Friburgo in Brisgovia                                                               | Germania                                                                            | 7 – 0                                                                               | Bosnia ed Erzegovina                                                                | UEFA Nations League 2024-2025 - 1º turno                                            | -                                                                                   | 62’                                                                                 |
| 19-11-2024                                                                          | Zenica                                                                              | Bosnia ed Erzegovina                                                                | 1 – 1                                                                               | Paesi Bassi                                                                         | UEFA Nations League 2024-2025 - 1º turno                                            | -                                                                                   | 63’                                                                                 |
| Totale                                                                              |                                                                                     | Presenze                                                                            | 6                                                                                   |                                                                                     | Reti                                                                                | 0                                                                                   |                                                                                     |

#### Stati Uniti
| Cronologia completa delle presenze e delle reti in nazionale ― Stati Uniti | Cronologia completa delle presenze e delle reti in nazionale ― Stati Uniti | Cronologia completa delle presenze e delle reti in nazionale ― Stati Uniti | Cronologia completa delle presenze e delle reti in nazionale ― Stati Uniti | Cronologia completa delle presenze e delle reti in nazionale ― Stati Uniti | Cronologia completa delle presenze e delle reti in nazionale ― Stati Uniti | Cronologia completa delle presenze e delle reti in nazionale ― Stati Uniti | Cronologia completa delle presenze e delle reti in nazionale ― Stati Uniti |
| Data                                                                       | Città                                                                      | In casa                                                                    | Risultato                                                                  | Ospiti                                                                     | Competizione                                                               | Reti                                                                       | Note                                                                       |
| -------------------------------------------------------------------------- | -------------------------------------------------------------------------- | -------------------------------------------------------------------------- | -------------------------------------------------------------------------- | -------------------------------------------------------------------------- | -------------------------------------------------------------------------- | -------------------------------------------------------------------------- | -------------------------------------------------------------------------- |
| 20-1-2024                                                                  | San Antonio                                                                | Stati Uniti                                                                | 0 – 1                                                                      | Slovenia                                                                   | Amichevole                                                                 | -                                                                          | 61’                                                                        |
| Totale                                                                     |                                                                            | Presenze                                                                   | 1                                                                          |                                                                            | Reti                                                                       | 0                                                                          |                                                                            |

## Palmarès
- Campionato olandese: 1

PSV: 2024-2025
- Supercoppa dei Paesi Bassi: 1

PSV: 2025